# Hyacinthe Jadin
Hyacinthe Jadin (Versailles, 27 aprile 1776 – Parigi, 27 settembre 1800) è stato un compositore e direttore d'orchestra francese, esponente del Classicismo preromantico.

## Biografia
Proveniente da un'insigne famiglia di musicisti belgi, suo zio Georges Jadin componeva a Versailles e a Parigi assieme al padre François Jadin, che era stato anche fagottista nell'Orchestra reale francese. L'altro zio Jean Jadin lavorò per alcuni anni nella cappella reale degli Asburgo a Bruxelles e fu compositore. Dei suoi quattro fratelli, tutti musicalmente dotati, il più famoso fu Louis-Emmanuel Jadin.
Jadin venne iniziato alla musica da Nicolas Joseph Hüllmandel, che faceva parte della celebre École des Pianistes Parisiens ed era a sua volta allievo di C.P.E. Bach. Eccellente insegnante, Hüllmandel scoprì il genio pianistico di Jadin, che all'età di 9 anni scrisse la sua prima composizione, un Rondò per pianoforte pubblicato sul Journal de Clavecin. A 13 anni diresse il suo primo lavoro per il Concert Spirituel. 
I tempi in cui Jadin visse influirono significativamente sulle sue possibilità di successo. Nel 1789, lo stesso anno della sua prima esibizione pubblica, scoppiò la Rivoluzione francese.  Nel 1790, dopo che Jean-Fredéric Edelmann, un altro membro dell'École des Pianistes Parisiens, cadde vittima del periodo del terrore di Robespierre, Hüllmandel fuggì dalla Francia abbandonando Jadin.
La Rivoluzione diede di che lavorare a Jadin per via dell'aumento della richiesta di opere teatrali e di musiche che rispecchiassero i valori della Rivoluzione. Fu assunto nel 1792 come assistente al pianoforte (Rezizativbegleiter) per il Theatre Feydeau.  Nel 1794 pubblicò un'overture per 13 strumenti a fiato dal titolo Inno al 21 gennaio.  Il brano commemorava il primo anniversario dell'esecuzione del cittadino Capeto (il nome dato a Luigi XVI durante il suo processo per tradimento).  Nel 1795 cominciò a insegnare pianoforte in una classe femminile presso il Conservatorio di Parigi.
Dal 1795 al 1800 Jadin fu tormentato dalla tubercolosi. La sua malattia era talmente grave che lo stesso Napoleone Bonaparte esonerò Jadin dal servizio militare.  Allo stesso modo in cui la Rivoluzione Francese costituì un intralcio inevitabile alla grandezza musicale di Jadin, lo stato della medicina nel tardo XVIII secolo gli impedì di vivere abbastanza da produrre quell'impatto a livello musicale che avrebbe altrimenti potuto avere. All'epoca la tubercolosi equivaleva quasi a una sentenza capitale. Diede il suo ultimo concerto pubblico il 22 settembre 1799; morì l'anno seguente in povertà. Doveva ancora riscuotere molti mesi di stipendio dal Conservatorio di Parigi, altra conseguenza del costante disordine che segnò il luogo e il tempo in cui egli visse.

## Composizioni
Se è vero la musica da camera costituisce gran parte dell'opera di Jadin, la sua fama è dovuta soprattutto allo stile innovativo delle sue composizioni per pianoforte, che anticipano la musica di Franz Schubert; le sonate, in particolare, mostrano un preromanticismo che in parte rifiuta ed evolve a un tempo l'eredità dei suoi predecessori classici.

### Musica orchestrale
- Concerto per pianoforte n. 1 (1796-97)
  1. Allegro brillante
  2. Adagio
  3. Rondeau - Allegretto
- Concerto per pianoforte n. 2 in re minore (1796). Orchestrazione: 2 violini, viola, contrabbasso, flauti, oboi, fagotti e corni
  1. Allegro moderato
  2. Adagio
  3. Rondo - Allegro
- Concerto per pianoforte n. 3 in la (1798). Orchestrazione: 2 violini, viola, contrabbasso, 2 flauti, 2 fagotti e 2 corni
  1. Allegro moderato
  2. Rondo - Allegro

### Musiche per orchestra di fiati
- Hymne du Vingt-un Janvier (1794), testo di Charles Le Brun
- Chanson pour la Fête de l'Agriculture (1796), testo di Ange Etienne Xavier Poisson de Lachabeaussière
- Ouverture pour instruments à vent (1796)
- Hymne du dix germinal, testo di Théodore Désorgues

### Musiche per il teatro
- Le Testament mal-entendu (1793), commedia teatrale con ariette in 2 atti, libretto di François Guillaume Ducray-Duminil
- Cange ou Le Commissionnaire de Lazare (1794), fatto storico in un atto, libretto di André-Pépin Bellement

### Musiche per pianoforte
- Rondò (1785)

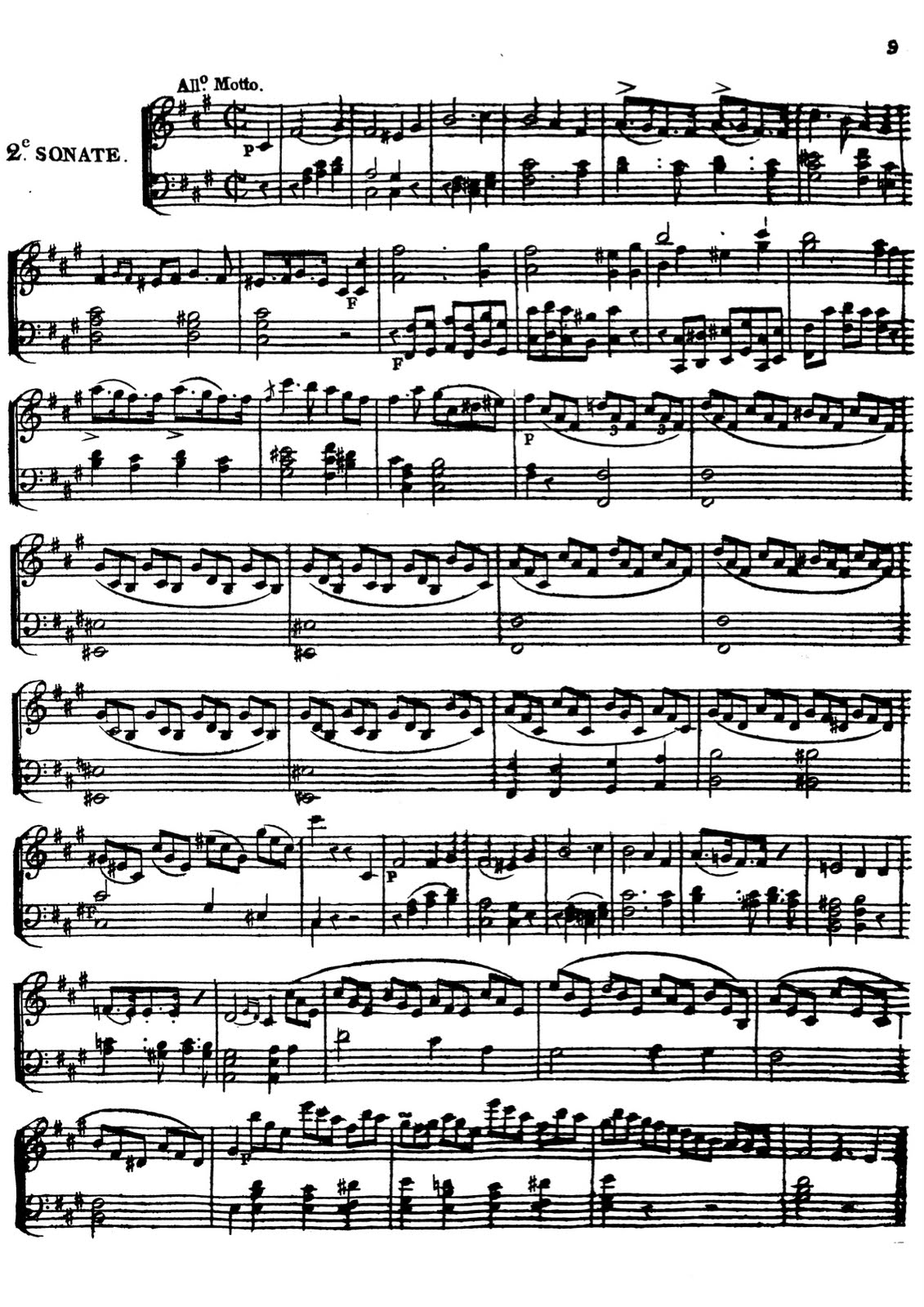
Prima pagina della partitura della Sonata per pianoforte in fa# minore, op. 4, n. 2 (1795).

- Sonata per pianoforte (o clavicembalo) n. 1 in re (1794) con accompagnamento di violino
  1. Allegro
  2. Andantino un poco allegretto
  3. Menuet: Allegro
  4. Final: Presto
- Sonata per pianoforte (o clavicembalo) n. 2 in si bemolle (1794) con accompagnamento di violino
  1. Allegro fieramente
  2. Rondo: Allegretto non troppo
- Sonata per pianoforte (o clavicembalo) n. 3 in fa minore (1794) con accompagnamento di violino
  1. Allegretto poco agitato
  2. Adagio
  3. Menuet: Allegro
  4. Rondo: Allegro non tropo
- Sonate per pianoforte op. 3 nn. 1-3 (1795)
- Sonata per pianoforte in si bemolle, op. 4 n. 1 (1795)
  1. Allegro
  2. Andante
  3. Finale: Presto
- Sonata per pianoforte in fa# minore, op. 4 n. 2 (1795)
  1. Allegro motto
  2. Menuet - Trio
  3. Finale: Allegro
- Sonata per pianoforte in do minore, op. 4 n. 3 (1795)
  1. Allegro moderato
  2. Adagio
  3. Rondeau: Allegretto
- Sonata per pianoforte in fa minore, op. 5 n. 1 (1795)
  1. Allegro moderato
  2. Adagio
  3. Final: Allegro
- Sonata per pianoforte in re, op. 5 n. 2 (1795)
  1. Allegro
  2. Andante
  3. Final: Presto
- Sonata per pianoforte in do minore, op. 5 n. 3 (1795)
  1. Allegro maestoso
  2. Andante
  3. Allegro
- Duetto in fa (1796) per pianoforte a quattro mani 
  1. Allegro brillante
  2. Andante
  3. Rondo: Allegro
- Sonata per pianoforte in do minore, op. 6 n. 1 (1800)
  1. Allegro moderato
  2. Andante sostenuto
  3. Final: Allegro
- Sonata per pianoforte in la, op. 6 n. 2 (1800)
  1. Andante
  2. Rondeau: Allegretto
- Sonata per pianoforte in fa, op. 6 n. 3 (1800)
  1. Allegro moderato
  2. Adagio
  3. Allegro assai

### Musica da camera
- Quartetti per 2 violini, viola e contrabbasso
  - in si bemolle, op. 1 n. 1 (1795)

  1. Largo - Allegro non troppo
  2. Adagio
  3. Menuet - Trio
  4. Finale - Allegro

  - in la, op. 1 n. 2 (1795)

  1. Allegro
  2. Menuet - Trio
  3. Pastoral Andante
  4. Finale
- in fa minore, op. 1 n. 3 (1795)
  1. Allegro moderato
  2. Menuet
  3. Adagio
  4. Polonaise
- in mi bemolle, op. 2 n. 1 (1796)
  1. Largo - allegro moderato
  2. Adagio
  3. Minuetto
  4. Finale Allegro
- in si bemolle minore, op. 2 n. 2 (1796)
  1. Allegro
  2. Minuetto
  3. Adagio non troppo
  4. Allegro Finale
- in do, op. 2 n. 3 (1796)
  1. Allegro
  2. Andante
  3. Menuetto
  4. Presto Finale
- in do, op. 3 n. 1 (1797)
  1. Allegro moderato
  2. Adagio
  3. Menuette - Andante
  4. Presto Finale
- in mi, op. 3 n. 2 (1797)
  1. Allegro moderato
  2. Menuet
  3. Adagio
  4. Allegro
- in la minore, op. 3 n. 3 (1797)
  1. Allegro moderato
  2. Adagio
  3. Menuet
  4. Finale
- in sol, op. 4 n. 1 (1798)
  1. Allegro moderato
  2. Rondo Allegro
- in fa, op. 4 n. 2 (1798)
  1. Allegro non troppo
  2. Minuetto Trio
  3. Adagio molto
  4. Allegro assai
- in re, op. 4 n. 3 (1798)
  1. Largo - Allegro moderato
  2. Minuetto
  3. Andante
  4. Finale Allegro

### Musica vocale
- Marche du siège de Lille (1792) per voce e pianoforte (o arpa)
- Romance à la lune (1796) per voce e pianoforte (o arpa)
- Le tombeau de Sophie (1796) per voce e clavicembalo (o arpa)